# Ernst Michel

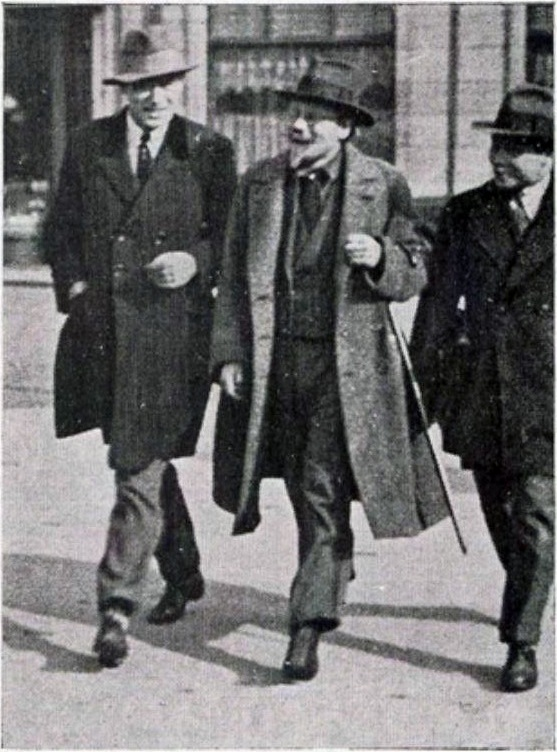
Ernst Michel, Erich Wichmann und H. A. Sinclair de Rochemont (unbekannter Fotograf, unklare Urheberrechte, vor 1929)

Ernst Michel (* 8. April 1889 in Klein-Welzheim; † 28. Februar 1964 in Frankfurt am Main) war ein deutscher römisch-katholischer Journalist, Sozial- und Kulturphilosoph sowie Psychotherapeut.

## Leben
Ernst Michel besuchte bis 1908 das Gymnasium in Bensheim und studierte in Heidelberg und München Germanistik, Geschichte und Kulturgeographie. Er wurde 1914 in Heidelberg bei Alfred Hettner über „Die antropogeographischen Anschauungen Montesquieus“ promoviert.
Für kurze Zeit arbeitete er als Lektor und Wissenschaftsautor bei den Verlagen Diederichs (Jena) und Teubner (Leipzig), bevor er von 1915 bis 1918 am Ersten Weltkrieg in den Vogesen und Galizien teilnahm. Nach Kriegsende und verschiedenen reformpädagogischen Projekten und Veröffentlichungen wurde Michel 1921 Dozent und Direktor der Frankfurter Akademie der Arbeit. 1931 wurde er zum Honorarprofessor für soziale Betriebslehre und Sozialpolitik an der Universität Frankfurt ernannt.
Der dem Hohenrodter Bund angehörende Michel war ein wichtiger Autor der linkskatholischen Rhein-Mainischen Volkszeitung. In dieser Funktion geriet er mehrfach in Auseinandersetzungen mit dem katholischen Klerus, der ihm Modernismus vorwarf. Michels Buch Politik aus dem Glauben (1926), in dem er unter anderem die Konkordatspolitik Eugenio Pacellis kritisiert hatte, wurde rasch auf den Index der verbotenen Bücher gesetzt.
1933 wurde die Akademie der Arbeit von den Nationalsozialisten geschlossen. Michel wurde zwangspensioniert und durfte aufgrund des § 4 des Gesetzes zur Wiederherstellung des Berufsbeamtentums auch nicht mehr als Professor an der Universität lehren. Einige Jahre schrieb er als freier Autor für die Frankfurter Zeitung und veröffentlichte Artikel in der katholischen Monatsschrift Hochland, in denen er gegen den Totalitätsanspruch der „rassischen Idee“ argumentierte. 1938 wurden seine Schriften verboten.
Michel ließ sich von 1938 bis 1940 in Berlin in Psychotherapie und Sozialpsychologie ausbilden und betrieb anschließend eine Privatpraxis in Frankfurt.
1946 konnte Michel wieder als Honorarprofessor in Frankfurt Betriebssoziologie und Betriebspsychologie lehren. Er arbeitete außerdem als wissenschaftlicher Schriftsteller über sozialpolitischen, sozialgeschichtlichen und religiösen Themen. Sein 1948 erschienenes Buch Ehe. Eine Anthropologie der Geschlechtsgemeinschaft wurde von den kirchlichen Behörden auf den Index der verbotenen Bücher gesetzt.